# Forno solare

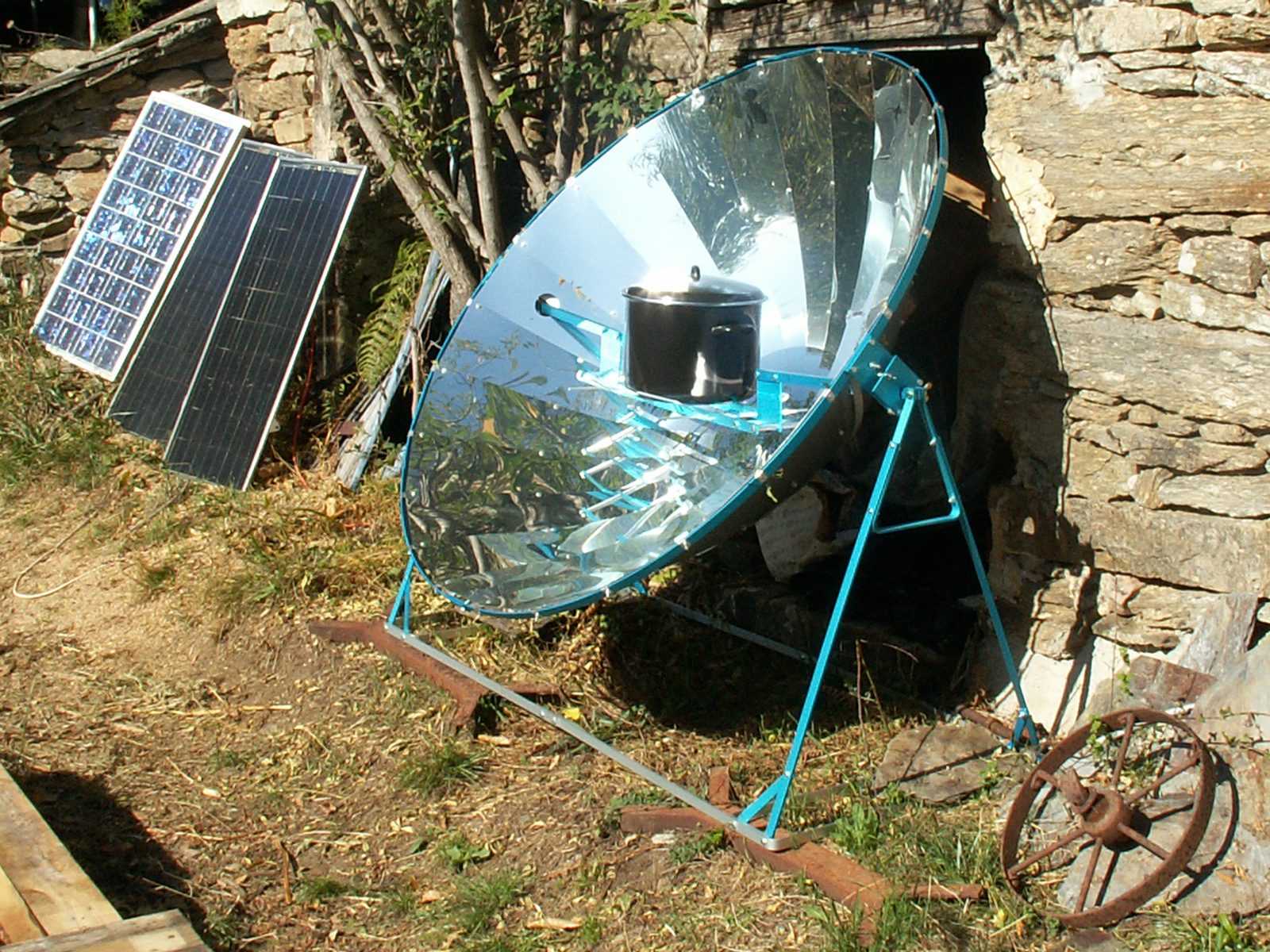
Forno solare barbecue, tipologia realizzata in Spagna.

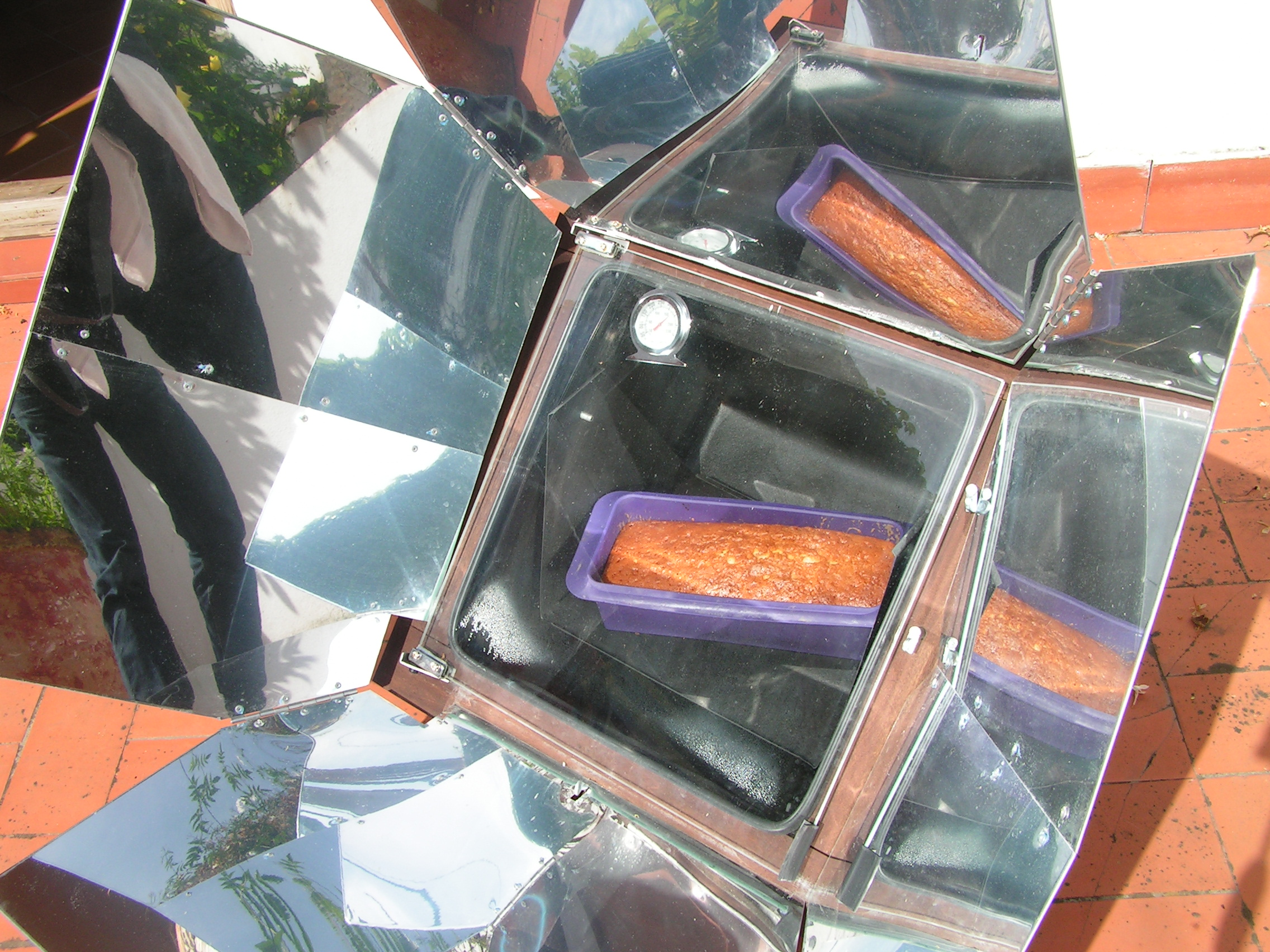
Forno Global Sun Oven

Per forno solare si intende un dispositivo in grado di concentrare la luce del sole ed utilizzarla per fini alimentari: dalla cottura di piatti semplici o elaborati, fino alla sterilizzazione dell'acqua al fine di renderla potabile.

## Tipologie di forni solari
Esistono due tipologie di forni solari: quelli a scatola, più semplici, e quelli a concentrazione.
I forni a scatola (es. kyoto box) sono i più semplici e, sebbene si trovino anche in commercio, è facile costruirli in casa con materiali poveri (cartoncino, carta stagnola, colla). Con questo tipo di forni solari, la cottura avviene a temperature relativamente basse: ciò consente di allontanarsi per svolgere altre faccende senza rischiare di bruciare il cibo.
I forni solari a concentrazione, molto più efficienti di quelli a scatola seppure un po' più cari, sfruttano invece l'uso di uno specchio parabolico per concentrare al massimo la luce nel punto in cui si pone la pentola con il cibo, superando anche i 200 °C di temperatura: in condizioni di cielo sereno e con sole visibile, è possibile, ad esempio, cuocere del riso per otto persone in 25 minuti.